# Castillo de Maisons-Laffitte
El palacio de Maisons-Laffitte, o palacio de Maisons, ubicado en Maisons-Laffitte, departamento de Yvelines (Francia), está considerado como una obra maestra de la arquitectura civil del siglo XVII. Constituye una referencia en la historia de la arquitectura barroca francesa.

## Historia

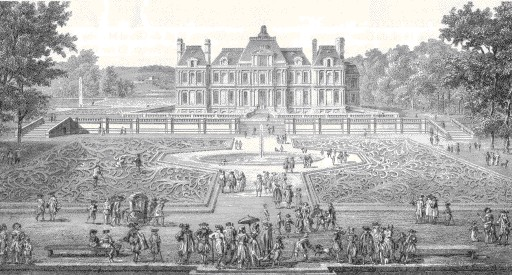
Vista del jardín y del palacio de Maisons en el.

El palacio, obra de François Mansart, fue construido entre 1642 y 1646 por encargo del noble René de Longueil. Luis XIV se alojó en diferentes ocasiones en el palacio, que contaba con una habitación preparada para el monarca.
En 1905 el Estado francés lo adquirió para salvarlo de la demolición (algunos planes urbanísticos preveían su desaparición) y hoy en día es un Monumento histórico gestionado por el Centro de los monumentos nacionales.

## Arquitectura
El palacio se alza en una colina a orillas del río Sena. Es de planta rectangular delimitada por dos alas poco pronunciadas y cuenta con tres alturas con sobreposición de órdenes.